# 임선주
임선주(任善株, 1990년 11월 27일~)는 대한민국의 여자 축구 선수로 현재 인천 현대제철 레드엔젤스에서 수비수로 활약하고 있다. 대한민국 여자 축구 국가대표팀 역사상 7번째 센추리 클럽 가입자이자 2018년 아시안 게임 동메달리스트이다.